# Ėduard Zenovka
Ėduard Grigor'evič Zenovka (in russo Эдуард Григорьевич Зеновка?; Mosca, 26 aprile 1969) è un ex pentatleta sovietico, dal 1993 russo.

## Palmarès
In carriera ha conseguito i seguenti risultati:
Per l' Unione Sovietica
- Mondiali:

Lahti 1990: oro nel pentathlon moderno a squadre.
San Antonio 1991: oro nel pentathlon moderno a squadre.
Per la  Squadra Unificata
- Giochi olimpici:

Barcellona 1992: argento nel pentathlon moderno a squadre.
Barcellona 1992: bronzo nel pentathlon moderno individuale.
Per la  Russia
- Giochi olimpici:

Atlanta 1996: argento nel pentathlon moderno individuale.
- Mondiali:

Sofia 1997: bronzo nel pentathlon moderno a squadre.
Budapest 1999: argento nel pentathlon moderno staffetta a squadre.
- Europei

Székesfehérvár 1997: oro nel pentathlon moderno a squadre.